# 葛城荑媛
葛城荑媛（?—?），乃是日本市边押磐皇子的夫人，生下仁贤天皇、显宗天皇、飯丰青皇女。她的父亲是葛城蟻臣。
葛城蟻臣是葦田宿禰之子。市邊押磐皇子娶荑媛，生三男二女。长女居夏媛王；长子億計王，更名島稚子，更名大石尊，即仁贤天皇；次子雄計王，更名來目稚子，即显宗天皇；次女飯豐女王，亦名忍海郎女王；幼子橘王。